# 四羰基镍
四羰基镍，或称羰基镍、四羰基合镍，是一个有机金属配合物，分子式为Ni(CO)4。1890年首先由路德维希·蒙德（Ludwig Mond）制得，是第一个合成的简单金属羰基配合物。室温下四羰基镍为无色液体，易挥发，毒性极大。

## 结构
Ni(CO)4为四面体结构，Ni原子中心与四个羰基（一氧化碳配体）相连。CO配体中C-O以三键相连，碳端与金属配合。当初在弄清四羰基镍结构时颇费了一些周折，以至于1950年前的大多数出版物都认为它由CO链与金属螯合组成。
四羰基镍与五羰基铁和六羰基钼等金属羰基配合物类似，共有18个价电子，符合18电子规则。这些配合物都为对称结构，不带电荷，挥发性很强。四羰基镍中镍原子的形式氧化数为零。

## 制备
1890年路德维希·蒙德通过使镍与一氧化碳反应首先合成了Ni(CO)4。这是第一个制得的简单金属羰基化合物，引发了羰基配合物的合成和研究热潮，其中重要的包括V、Cr、Mn、Fe和Co。
金属镍常压下50℃即可与一氧化碳反应生成四羰基镍。蒙德法纯化金属镍的过程为：323K下让一氧化碳通过不纯的镍表面，化合生成四羰基镍，再适当加热使四羰基镍分解为金属，即可达到纯化的目的。

## 反应
与其他低价金属羰基配合物类似，Ni(CO)4可发生取代反应和氧化反应。与路易斯碱配体如三苯基膦反应得到Ni(CO)3(PPh3)和Ni(CO)2(PPh3)2，与2,2'-联吡啶的反应类似。
氯气和其他卤素可将四羰基镍氧化为NiCl2并放出CO气体，可用于过量四羰基镍的销毁。
还原四羰基镍或用氢氧化物处理，会生成簇合物[Ni5(CO)12]2−和[Ni6(CO)12]2−。
Ni(CO)4可羰基化卤代烷或卤代芳烃，例如乙烯基溴化物PhCH=CHBr与四羰基镍和甲醇钠反应，产物是不饱和酯。此类反应可能经由Ni(CO)3中间体，再发生氧化加成反应。
金属羰基配合物易受亲核试剂进攻，以亲核试剂（Nu−）处理Ni(CO)4得到酰基衍生物[Ni(CO)3C(O)Nu)]−。

## 毒性
Ni(CO)4挥发性强且毒性很大，归咎于分解出的镍粉与一氧化碳在体内的共同作用。皮肤接触，尤其是吸入四羰基镍可能是致命的，接触30分钟的致死浓度则为30ppm。
其蒸气带有煤烟味。
镍中毒可分为两个阶段。第一阶段内的症状包括头痛和心脏疼痛，可持续数小时，而后会有减轻。第二阶段则发生在16小时后，为肺炎所导致的咳嗽、呼吸困难和严重的疲乏，四天后症状最为严重，可能因为心肺和急性肾功能衰竭而导致死亡。康复所需的时间很长，期间常伴有疲惫、忧郁症和呼吸困难等症状。四羰基镍造成永久呼吸损伤的例子并不常见，其致癌性也仍有争议。